# Estructura social
L'estructura social consisteix en el conjunt de regularitats existents en una societat que ordenen el comportament dels individus i les relacions que tenen entre ells. Aquest terme està estretament relacionat amb el de desigualtats, ja que és l'estructura social la que estableix un accés desigual als recursos, serveis i posicions que la societat valora (desigualtats de classe social, gènere, raça, sexualitat, ètnia...).
El conjunt resultant de regularitats és quelcom més que la suma de les diferents parts que el conformen, entre les quals es compten posicions i grups socials, institucions, individus, grups associatius, valors i altres unitats producte de la divisió del treball entre els membres de la població.
L'estructura social permet l'organització de la vida social, però no per això s'ha de concebre com quelcom estàtic. Contràriament, l'estructura social pot estar en canvi constant, ja que, tot i que regula les accions dels actors socials, aquestes accions també poden modificar-la. Un exemple d'element “transformador” de l'estructura social és la mobilitat social, que determina el grau de rigidesa de l'estructura social, és a dir, la reproducció o transformació en el temps de les desigualtats que presenta una estructura social. Al seu torn, l'educació és la institució que condiciona aquesta mobilitat social: si tots els individus estan igualment ben formats acadèmicament, tenen les mateixes oportunitats a l'hora d'entrar al mercat laboral i, per tant, d'ascendir socioeconòmicament.
D'aquesta manera, l'estructura social es podria considerar com el resultat de les variacions que ha viscut una societat, les quals s'han anat succeint o entrellaçant. Aquest fet fa que l'estructura social s'hagi d'entendre des d'una perspectiva històrica: afectada per conquestes, divisions territorials, migracions, canvis econòmics, tecnològics, culturals, polítics, morals, ideològics, socials, mediambientals, etc.
Aquesta fluctuació i evolució de la societat ha generat un canvi en el significat clàssic d'estructura social, així com en el significat d'altres conceptes importants relacionats amb l'estructura social, com és el cas de la classe social (una de les formes d'estructuració social). A mode d'exemple, els criteris distributius de classe són distints als emprats en el passat i, des de finals del segle xx, la classificació socioeconòmica clàssica ha esdevingut menys representativa, més difosa i amb més divisions o “capes”.

## Etimologia
Segons la seva etimologia, el terme "estructura", d'origen llatí, prové de la paraula struere, que significa arrel. Durant el segle xv s'emprava per fer referència a un procés de construcció i a partir del segle xvii, es va començar a utilitzar en el camp de l'arquitectura, per referir-se a la relació mútua entre les parts d'un tot. Tot i que el concepte d'estructura social constitueix una de les nocions centrals de la sociologia, aquest concepte sembla haver estat manllevat de la biologia del segle xviii i XIX, especialment del camp de l'anatomia.
Aquests trasllat de la biologia a la sociologia es pot interpretar com el reflex de l'intent de fer avançar les ciències socials pel mateix camí que les ciències naturals. Amb aquest propòsit, autors com Albert Schäffle, Friedrich Hegel o Émile Durkheim usaren la metàfora de l'organisme biològic per a referir-se a l'estructura social, entenent els individus d'una societat com els òrgans d'un cos –els quals han de desenvolupar determinades funcions pel bon funcionament de l'organisme- i les societats com a sistemes d'òrgans.
Actualment, la noció d'estructura no és pròpia ni de la sociologia ni de la ciència històrica, sinó que és emprada en diversos graus per totes les ciències.

## Conceptes relacionats
Relacionat amb el concepte d'estructura social dins de la sociologia podem trobar que hi ha diferents teories. Molt relacionat a l'estructura social són les classes socials, l'estratificació, les desigualtats i la mobilitat social.
Partint de la base de l'estructura social dins podríem dir que hi ha molts factors que la conformen. Aquesta estructura és composta per les diferents classes socials que trobem i que fa referència a la posició que ocupa l'individu dins de l'estructura social de la societat.
Un dels eixos principals dins de l'estructura social són les desigualtats que s'associen a cada classe que es genera. És una posició entorn de les relacions de producció i poder, que no concep al procés d'estratificació com un procés d'assignació d'ocupacions de diferent prestigi o status, sinó com una conjunció relacional d'aspectes micro i macro estructurals.
Aquest concepte d'estratificació s'utilitza per plantejar anàlisis multidimensionals de l'estructura social on hi ha més d'un element que incideix en la seva organització i posició de l'individu dins de la societat.
També relacionat trobem el concepte de mobilitat social que fa referència la relació existent entre els factors estructurals i la mobilitat intergeneracional, on distingim la mobilitat estructural i la mobilitat d'intercanvi. Entenem per mobilitat estructural com aquells canvis o circumstàncies externes a l'individu que afecten les seves oportunitats o al seu estatus ocupacional.
Aquestes circumstàncies poden actuar de dues maneres: indirectament modificant l'estructura educacional i ocupacional d'una societat i alhora la seva estructura de desigualtat (fa referència a la mobilitat estructural) o directament reforçant o debilitant la relació entre els orígens socials de l'individu i els seus propis èxits educacionals i ocupacionals (fa referència a la mobilitat d'intercanvi).
Altres referències a la mobilitat social que tenen relació amb l'estructura social són les que fan referència a les transformacions econòmiques, demogràfiques, socials i polítiques.